# Nioro Alassane Tall
Nioro Alassane Tall ist eine Gemeinde (commune) im Département Foundiougne der Region Fatick, gelegen im zentralen Westen Senegals. Sie besteht aus dem namensgebenden Hauptort (chef-lieu) sowie weiteren Dörfern (villages) und Weilern (hameaux).

## Geographische Lage
Die Gemeinde Nioro Alassane Tall liegt in der Mitte des Départements und gehört zum Erdnussbecken Senegals. Der Hauptort Nioro Alassane Tall liegt 41 Kilometer südlich der Départementspräfektur Foundiougne und 157 Kilometer südöstlich der Hauptstadt Dakar. Das Gemeindegebiet hat eine Fläche von 261,00 km². Benachbarte Kommunen sind im Uhrzeigersinn Toubacouta und Sokone im Westen, Diossong und Niassène im Norden, Ndiédieng im Nordosten, Ndramé Escale und Keur Saloum Diané im Osten und im Süden Keur Samba Guèye.

## Geschichte
Das Dorf Nioro Alassane Tall war seit 1972 Hauptort einer Landgemeinde (communauté rurale) und erhielt 2014, wie in Senegal alle communautés rurales, den landesweit einheitlichen Status einer Gemeinde (commune).

## Bevölkerung
Die letzten Volkszählungen ergaben jeweils folgende Einwohnerzahlen:
| Jahr | Einwohner |
| ---- | --------- |
| 1988 | 17.095    |
| 2002 | 25.774    |
| 2013 | 32.435    |
| 2023 | 46.366    |

Nach dem Zensus 1988 umfasste die Landgemeinde Nioro Alassane Tall 61 Dörfer. Der Hauptort Nioro Alassane Tall hatte damals 425 Einwohner und lag damit nach Einwohnerzahl in der Landgemeinde an neunter Stelle weit hinter den Dörfern Ngayéne Thiébo (1052 Einwohner), Keur Lahine Fatim (876 Einwohner)  und Pakala (789 Einwohner).

## Verkehr
Nioro Alassane Tall liegt abseits des Netzes der Nationalstraßen. Eine 14 Kilometer lange Schotterpiste führt vom Hauptort nach Toubacouta und zur N 5 im Westen und verbindet die Gemeinde so mit dem Rest des Landes.